# Ophiophragmus riisei
Ophiophragmus riisei är en ormstjärneart som först beskrevs av Lütken in och George Richard Lyman 1860.  Ophiophragmus riisei ingår i släktet Ophiophragmus och familjen trådormstjärnor. Inga underarter finns listade i Catalogue of Life.